# Pseudojuloides
Pseudojuloides ist eine Gattung der Junkerlippfische (Julidinae), die weit in den tropischen Bereichen des Indopazifiks verbreitet ist. 

## Merkmale
Pseudojuloides-Arten werden 6,5 bis 14 Zentimeter lang. Sie haben einen langgestreckten, torpedo- oder spindelförmigen, schlanken Körper, der normalerweise 4- bis 5-mal länger als hoch ist und von relativ großen Schuppen bedeckt ist. Die Rückenflosse wird von neun Hartstrahlen und elf oder zwölf Weichstrahlen gestützt. Die Schwanzflosse ist mehr oder weniger spatenförmig. Charakteristisch für die Gattung sind zwei Fangzähne vorne im Kiefer, gefolgt von meißelartigen oder schneidezahnförmigen Zähnen an den Kieferseiten. Mit Ausnahme des rein grünen, in Seegraswiesen lebenden Pseudojuloides argyreogaster sind die Sekundärmännchen sehr farbenprächtig, die Weibchen sind meist rötlich gefärbt.

## Lebensweise
Pseudojuloides-Arten sind bewegungsfreudig, schwimmen schnell und leben küstennah. Ihr Lebensraum sind aber nicht die Korallenriffe, sondern eher von Geröll geprägte Bereiche in tieferen Wasserregionen. Wie viele andere Lippfische leben Pseudojuloides-Arten in Haremsverbänden mit einem dominanten Sekundärmännchen und mehreren Weibchen, die nur schwer von Männchen in der Initialphase zu unterscheiden sind.

## Arten

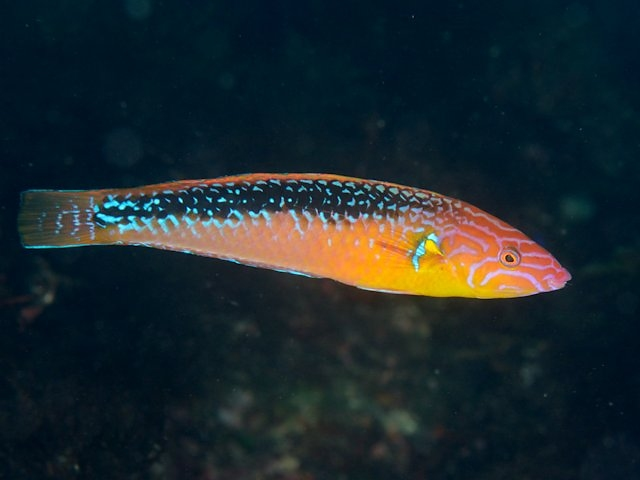
Pseudojuloides elongatus

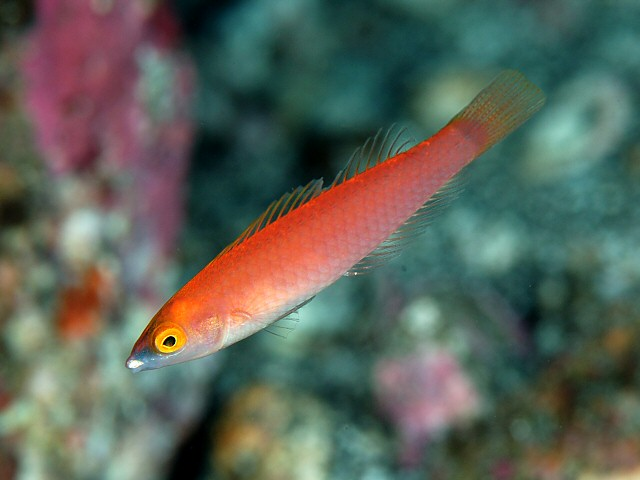
Pseudojuloides severnsi

- Pseudojuloides argyreogaster (Günther, 1867)
- Pseudojuloides atavai Randall & Randall, 1981
- Pseudojuloides cerasinus (Snyder, 1904)
- Pseudojuloides edwardi Victor & Randall, 2014
- Pseudojuloides elongatus Ayling & Russell, 1977
- Pseudojuloides erythrops Randall & Randall, 1981
- Pseudojuloides kaleidos Kuiter & Randall, 1995
- Pseudojuloides labyrinthus Victor & Edward, 2016
- Pseudojuloides mesostigma Randall & Randall, 1981
- Pseudojuloides polackorum Connell, Victor & Randall, 2015
- Pseudojuloides polynesica Victor, 2017
- Pseudojuloides pyrius Randall & Randall, 1981
- Pseudojuloides severnsi Bellwood & Randall, 2000
- Pseudojuloides splendens Victor, 2017
- Pseudojuloides xanthomos Randall & Randall, 1981
- Pseudojuloides zeus Victor & Edward, 2015